# Interstate 285 (Caroline du Nord)
Pour les articles homonymes, voir Interstate 285.
L'Interstate 285 (I-285) est une autoroute auxiliaire de l'I-85 en Caroline du Nord. Elle relie les villes de Lexington et de Winston-Salem.
L'autoroute débute à l'I-85 et se dirige vers le nord-est jusqu'à Winston-Salem, se terminant à l'I-40. L'I-285 forme un multiplex avec la US 52 sur toute sa longueur. Elle utilise des numéros de sortie basés sur la distance de celle-ci. L'I-285 sera prolongée dans le secteur de Winston-Salem sur le tracé de la US 52 jusqu'à la future Winston-Salem Northern Beltway, au nord de la ville.

## Description du tracé
Le terminus sud de l'I-285 se situe au coin sud-ouest de Lexington, à un échangeur avec l'I-85. À partir du terminus sud, la route forme un multiplex avec la US 52, la US 29, la US 70 et l'I-85 Bus. L'autoroute suit les limites ouest de Lexington et agit comme voie de contournement ouest. Après avoir quitté Lexington, l'I-285 se dirige vers les communautés de Bethesda et de Welcome. L'autoroute s'aligne vers le nord en direction de Winston-Salem. Elle atteint son terminus nord à la jonction avec l'I-40 alors que la route se poursuit comme US 52 / NC 8.

## Liste des sorties
Les numéros des sorties sont basés sur la distance de la US 52.
| Interstate 285          |               |       |       |        |                                                                       |                                                                                            |
| Comté                   | Municipalité  | mi    | km    | Sortie | Intersections / Destinations                                          | Notes                                                                                      |
| Davidson                | Lexington     | 0,00  | 0,00  | —      | I-85 sud / US 29 sud / US 52 sud / US 70 ouest – Salisbury, Charlotte | Terminus sud du multiplex avec US 29 / US 52 / US 70                                       |
| Davidson                | Lexington     | 0,60  | 0,97  | 84     | NC 47 (en) est vers I-85 nord                                         |                                                                                            |
| Davidson                | Lexington     | 1,50  | 2,40  | 85     | Green Needles Road                                                    |                                                                                            |
| Davidson                | Lexington     | 2,80  | 4,50  | 86     | Salisbury Road – Centre-ville de Lexington                            |                                                                                            |
| Davidson                | Lexington     | 3,70  | 6,00  | 87     | I-85 BL nord / US 29 nord / US 70 est – Thomasville, High Point       | Terminus nord du multiplex avec US 29 / US 70; sortie direction nord, entrée direction sud |
| Davidson                | Lexington     | 5,30  | 8,50  | 89     | US 64 – Lexington, Mocksville                                         |                                                                                            |
| Davidson                | Welcome       | 8,80  | 14,20 | 92     | NC 8 (en) sud (Old Hwy 52) – Welcome                                  | Terminus sud du multiplex avec NC 8                                                        |
| Davidson                | Welcome       | 14,00 | 22,50 | 97     | Old US Hwy 52 – Midway                                                |                                                                                            |
| Davidson                | Midway        | 16,20 | 26,10 | 100    | Hickory Tree Road                                                     |                                                                                            |
| Forsyth                 | Winston-Salem | 19,40 | 31,20 | 103    | South Main Street                                                     |                                                                                            |
| Forsyth                 | Winston-Salem | 21,70 | 34,90 | 105    | Clemmonsville Road                                                    |                                                                                            |
| Forsyth                 | Winston-Salem | 22,80 | 36,70 | 107    | I-40 / US 52 nord / NC 8 (en) nord – Statesville, Greensboro          | Terminus nord du multiplex avec US 52 / NC 8; continue au-delà comme US 52 / NC 8          |
| - Terminus de multiplex |               |       |       |        |                                                                       |                                                                                            |